# (21706) Robminehart
(21706) Robminehart (1999 RM87) – planetoida z pasa głównego asteroid okrążająca Słońce w ciągu 5,69 lat w średniej odległości 3,19 j.a. Odkryta 7 września 1999 roku.